# Clarias magur
Clarias magur är en fiskart som först beskrevs av Hamilton 1822.  Clarias magur ingår i släktet Clarias och familjen Clariidae. IUCN kategoriserar arten globalt som starkt hotad. Inga underarter finns listade i Catalogue of Life.